# Harvey Barnes (Fußballspieler)
Harvey Lewis Barnes (* 9. Dezember 1997 in Burnley) ist ein englischer Fußballspieler, der bei Newcastle United unter Vertrag steht. Im Jahr 2020 bestritt er ein Länderspiel für die englische Fußballnationalmannschaft.

## Karriere

### Verein
Barnes begann seine Karriere bei Leicester City, in deren Akademie er im Alter von neun Jahren stieß. Im September 2015 spielte er erstmals für die Reservemannschaft der „Foxes“. Im September 2016 debütierte er für die U-19-Mannschaft in der Youth League. Leicester schied mit nur drei Punkten, die man mit einem 3:2-Sieg gegen den FC Kopenhagen holen konnte, in der Gruppenphase aus.
Im Dezember 2016 debütierte Barnes schließlich für die Profis von Leicester, als er am sechsten Spieltag der Gruppenphase der Champions League 2016/17 gegen den FC Porto in Minute 76 für Danny Drinkwater eingewechselt wurde.
Im Sommer 2023 wechselte er nach dem Abstieg mit Leicester zum Champions-League-Teilnehmer Newcastle United.

### Nationalmannschaft
Am 8. Oktober 2020 debütierte Harvey Barnes für die englische Fußballnationalmannschaft bei einem 3:0-Heimsieg über Wales.